# 廖政国
廖政国（1913年—1972年），中国人民解放军将领、中国人民解放军开国少将。

## 生平
曾任中国人民解放军20军军长。1955年，授予中国人民解放军少将。